# Darstellung (Lie-Algebra)
Eine Darstellung einer Lie-Algebra ist ein mathematisches Konzept zur Untersuchung von Lie-Algebren. Eine solche Darstellung ist ein Homomorphismus einer vorgegebenen Lie-Algebra in die Lie-Algebra der Endomorphismen über einem Vektorraum. Abstrakt gegebene Lie-Algebren werden auf diese Weise zu konkreten linearen Lie-Algebren in Beziehung gesetzt.

## Motivation und Definitionen
Es sei {\displaystyle L} eine Lie-Algebra, das heißt {\displaystyle L} ist ein {\displaystyle K}-Vektorraum zusammen mit einer bilinearen Multiplikation {\displaystyle [\cdot ,\cdot ]:L\times L\rightarrow L}, genannt Lie-Produkt, so dass {\displaystyle [x,x]=0} für alle {\displaystyle x\in L} und {\displaystyle [x,[y,z]]+[z,[x,y]]+[y,[z,x]]=0} für alle {\displaystyle x,y,z\in L} (Jacobi-Identität).
Das Standardbeispiel einer solchen Lie-Algebra ist der Vektorraum {\displaystyle {\mathfrak {gl}}(V)} der linearen Abbildungen {\displaystyle V\rightarrow V} auf einem Vektorraum {\displaystyle V}, wobei das Lie-Produkt durch den Kommutator {\displaystyle [x,y]:=xy-yx} definiert sei. Leicht rechnet man nach, dass tatsächlich eine Lie-Algebra vorliegt, die sogenannte allgemeine lineare Lie-Algebra. Unter-Lie-Algebren von {\displaystyle {\mathfrak {gl}}(V)} heißen lineare Lie-Algebren. Es liegt nun nahe, allgemeine Lie-Algebren in Beziehung zu linearen Lie-Algebren setzen zu wollen. Das motiviert folgende Definition.
Eine Darstellung einer Lie-Algebra {\displaystyle L} auf einem Vektorraum {\displaystyle V} ist ein Lie-Algebren-Homomorphismus {\displaystyle \varphi :L\rightarrow {\mathfrak {gl}}(V)}, das heißt {\displaystyle \varphi } ist eine lineare Abbildung, die zusätzlich
{\displaystyle \varphi ([x,y])=[\varphi (x),\varphi (y)]}
für alle {\displaystyle x,y\in L} erfüllt.
Man nennt {\displaystyle V} den Darstellungsraum, seine Dimension  heißt Dimension der Darstellung.
Zwei Darstellungen {\displaystyle \varphi :L\rightarrow {\mathfrak {gl}}(V_{1})} und {\displaystyle \psi :L\rightarrow {\mathfrak {gl}}(V_{2})} heißen äquivalent, falls es einen Vektorraum-Isomorphismus {\displaystyle T:V_{1}\rightarrow V_{2}} gibt, so dass
{\displaystyle \varphi (x)=T^{-1}\circ \psi (x)\circ T} für alle {\displaystyle x\in L}.
Zwei äquivalente Darstellungen verhalten sich daher im Wesentlichen gleich, lediglich die Vektoren, auf denen die Bild-Endomorphismen der Darstellung operieren, sind mittels eines Vektorraum-Isomorphismus ausgetauscht.

## Moduln
Wie auch in der Darstellungstheorie von Gruppen oder Algebren kann man eine Lie-Algebren-Darstellung in eine Modulstruktur übersetzen.
Ist {\displaystyle L} eine Lie-Algebra, so ist ein {\displaystyle L}-Modul {\displaystyle V} ein Vektorraum zusammen mit einer bilinearen Abbildung {\displaystyle \cdot :L\times V\rightarrow V}, so dass
{\displaystyle [x,y]\cdot v=x\cdot (y\cdot v)-y\cdot (x\cdot v)} für alle {\displaystyle x,y\in L} und {\displaystyle v\in V}.
Ist nun {\displaystyle \varphi :L\rightarrow {\mathfrak {gl}}(V)} eine Lie-Algebren-Darstellung auf {\displaystyle V}, so wird durch {\displaystyle x\cdot v:=\varphi (x)v} eine {\displaystyle L}-Modul-Struktur auf {\displaystyle V} definiert. Ist umgekehrt {\displaystyle V} ein {\displaystyle L}-Modul, so erhält man eine Darstellung {\displaystyle \varphi :L\rightarrow {\mathfrak {gl}}(V)}, indem man {\displaystyle \varphi (x)\in {\mathfrak {gl}}(V)} durch {\displaystyle \varphi (x)v:=x\cdot v} definiert. Mittels dieser Beziehung kann man Aussagen über Darstellungen in Aussagen über Moduln übersetzen und umgekehrt, das heißt Darstellungen von {\displaystyle L} und {\displaystyle L}-Moduln sind äquivalente Begriffe.

## Beispiele

### Nulldarstellung
Ein erstes sehr einfaches Beispiel einer Darstellung einer Lie-Algebra ist der Homomorphismus, der jedes Element auf den Endomorphismus 0 abbildet. Eine solche Darstellung heißt Nulldarstellung und es gibt eine solche Nulldarstellung auf jedem Vektorraum. Auf dem Nullvektorraum gibt es nur diese Darstellung.

### Lineare Lie-Algebren
Es sei {\displaystyle L\subset {\mathfrak {gl}}(V)} eine lineare Lie-Algebra. Dann ist die Inklusionsabbildung
{\displaystyle i:L\rightarrow {\mathfrak {gl}}(V),\quad i(x):=x}
offenbar eine Darstellung von {\displaystyle L} auf {\displaystyle V}.

### Von Lie-Gruppen-Darstellungen induzierte Darstellungen
Ist {\displaystyle f:G\rightarrow GL(V)} eine Darstellung einer Lie-Gruppe, so induziert das Differential von {\displaystyle f} am neutralen Element {\displaystyle e} bekanntlich einen Lie-Algebren-Homomorphismus {\displaystyle D_{e}f:\,{\mathfrak {g}}\rightarrow {\mathfrak {gl}}(V)} zwischen den zugehörigen Lie-Algebren, das heißt wir erhalten eine Lie-Algebren-Darstellung von {\displaystyle {\mathfrak {g}}} auf {\displaystyle V}. Dieses Zusammenspiel von Lie-Gruppen-Darstellungen und Lie-Algebren-Darstellungen ist ein wichtiges Instrument in der Untersuchung von Lie-Gruppen.

### Die adjungierte Darstellung
Ist {\displaystyle L} eine Lie-Algebra, so heißt eine lineare Abbildung {\displaystyle \delta :L\rightarrow L} eine Derivation auf {\displaystyle L}, falls
{\displaystyle \delta ([y,z])=[\delta (y),z]+[y,\delta (z)]} für alle {\displaystyle y,z\in L}.
Die Menge aller Derivationen auf {\displaystyle L}, genannt  {\displaystyle \mathrm {Der} \,L}, ist eine Unter-Lie-Algebra von {\displaystyle {\mathfrak {gl}}(L)}. Mittels {\displaystyle [x,y]=-[y,x]} und der Jacobi-Identität rechnet man mühelos nach, dass
{\displaystyle \mathrm {ad} \,x:L\rightarrow L,\quad y\mapsto [x,y]}
eine Derivation ist, und mit denselben Mitteln, dass
{\displaystyle \mathrm {ad} :L\rightarrow \mathrm {Der} \,L\subset {\mathfrak {gl}}(L),\quad x\mapsto \mathrm {ad} \,x}
ein Lie-Algebren-Homomorphismus ist. Damit ist {\displaystyle \mathrm {ad} :L\rightarrow {\mathfrak {gl}}(L)} eine Darstellung von {\displaystyle L} auf {\displaystyle L}, die man die adjungierte Darstellung nennt, {\displaystyle \mathrm {ad} \,x} heißt die Adjungierte von {\displaystyle x}. Die adjungierte Darstellung spielt eine wichtige Rolle in der Untersuchung der Lie-Algebren, unter anderem wegen ihres Auftretens in der Killing-Form.

## Konstruktionen von Darstellungen
Hier werden Methoden beschrieben, wie man aus gegebenen Darstellungen von Lie-Algebren neue Darstellungen konstruieren kann. Die Konstruktionen können leicht in entsprechende Konstruktionen für Moduln übersetzt werden.

### Teildarstellung
Ist {\displaystyle \varphi :L\rightarrow {\mathfrak {gl}}(V)} eine Darstellung der Lie-Algebra {\displaystyle L}, so heißt ein Untervektorraum {\displaystyle W\subset V} invariant, genauer {\displaystyle \varphi }-invariant, falls jedes {\displaystyle \varphi (x)} den Untervektorraum in sich abbildet, das heißt falls
{\displaystyle \varphi (x)w\in W} für alle {\displaystyle x\in L,w\in W}.
Dann ist die Abbildung
{\displaystyle L\rightarrow {\mathfrak {gl}}(W),\quad x\mapsto \varphi (x)|_{W}}
offenbar eine Darstellung auf {\displaystyle W}, wobei mit {\displaystyle |_{W}} die Einschränkung auf {\displaystyle W} bezeichnet sei. Diese Darstellung wird in naheliegender Weise mit {\displaystyle \varphi |W} bezeichnet, auch wenn das nicht ganz korrekt ist, denn die Abbildung {\displaystyle \varphi } selbst wird ja nicht auf {\displaystyle W} eingeschränkt.
Die invarianten Unterräume entsprechen offenbar genau den Untermoduln des zugehörigen {\displaystyle L}-Moduls {\displaystyle V}. Man hat stets {\displaystyle \{0\}} und {\displaystyle V} selbst als invariante Unterräume bzw. Untermoduln, diese heißen trivial, da sie nur zu einer Nulldarstellung oder zur gegebenen Darstellung führen. Neue, von 0 verschiedene Darstellungen erhält man also nur für nicht-triviale invariante Unterräume.
Die invarianten Unterräume der adjungierten Darstellung sind genau die Ideale der Lie-Algebra.

### Direkte Summe
Sind {\displaystyle \varphi :L\rightarrow {\mathfrak {gl}}(V_{1})} und {\displaystyle \psi :L\rightarrow {\mathfrak {gl}}(V_{2})} Darstellungen der Lie-Algebra {\displaystyle L} auf {\displaystyle V_{1}} bzw. {\displaystyle V_{2}}, so definiert
{\displaystyle L\rightarrow {\mathfrak {gl}}(V_{1}\oplus V_{2}),x\mapsto \varphi (x)\oplus \psi (x)}
eine Lie-Algebren-Darstellung auf der direkten Summe {\displaystyle V_{1}\oplus V_{2}}. Diese Darstellung wird in naheliegender Weise mit {\displaystyle \varphi \oplus \psi } bezeichnet und heißt direkte Summe der Darstellungen, auch wenn das nicht ganz korrekt ist, denn sie ist ja nicht auf {\displaystyle L\oplus L} definiert.

### Tensorprodukte
Sind {\displaystyle \varphi :L\rightarrow {\mathfrak {gl}}(V_{1})} und {\displaystyle \psi :L\rightarrow {\mathfrak {gl}}(V_{2})} Darstellungen der Lie-Algebra {\displaystyle L} auf {\displaystyle V_{1}} bzw. {\displaystyle V_{2}}, so kann man auf dem Tensorprodukt {\displaystyle V_{1}\otimes V_{2}} wie folgt eine Darstellung erklären.
{\displaystyle \rho :L\rightarrow {\mathfrak {gl}}(V_{1}\otimes V_{2}),\quad \rho (x)(v_{1}\otimes v_{2}):=(\varphi (x)v_{1})\otimes v_{2}\,+\,v_{1}\otimes (\psi (x)v_{2})}
Damit ist die Wirkung von {\displaystyle \rho (x)} zunächst nur auf elementaren Tensoren {\displaystyle v_{1}\otimes v_{2}} erklärt, diese lässt sich aber mittels der universellen Eigenschaft des Tensorproduktes linear auf {\displaystyle V_{1}\otimes V_{2}} ausdehnen. Die so definierte Darstellung heißt, ebenfalls nicht ganz korrekt, das Tensorprodukt der Darstellungen und wird mit {\displaystyle \varphi \otimes \psi } bezeichnet.

### Duale Darstellung
Ist {\displaystyle \varphi :L\rightarrow {\mathfrak {gl}}(V)} eine Darstellung der Lie-Algebra {\displaystyle L}, so erhält man durch folgende Definition eine mit {\displaystyle \varphi ^{*}} bezeichnete Darstellung auf dem Dualraum {\displaystyle V^{*}}:
{\displaystyle \varphi ^{*}:L\rightarrow {\mathfrak {gl}}(V^{*}),(\varphi ^{*}(x)(f))(v):=-f(\varphi (x)(v))} für {\displaystyle x\in L,f\in V^{*},v\in V}.
Zur Definition muss man erklären, welches lineare Funktional {\displaystyle \varphi ^{*}(x)(f)} sein soll, das heißt wie {\displaystyle \varphi ^{*}(x)(f)} auf Vektoren aus {\displaystyle V} wirkt. Genau das geschieht durch die angegebene Formel. Das Minuszeichen ist für die Gültigkeit von {\displaystyle \varphi ^{*}([x,y])=[\varphi ^{*}(x),\varphi ^{*}(y)]} erforderlich. Man nennt {\displaystyle \varphi ^{*}} die duale oder kontragrediente Darstellung. Auch diese Bezeichnung ist nicht ganz korrekt, denn es handelt sich nicht um die zu {\displaystyle \varphi } duale Abbildung.

## Besondere Darstellungen

### Treue Darstellungen
Ein {\displaystyle L}-Modul {\displaystyle V} heißt treu, wenn aus {\displaystyle x\cdot v=0} für alle {\displaystyle v\in V} auf {\displaystyle x=0} geschlossen werden kann. Das ist äquivalent dazu, dass die zugehörige Darstellung injektiv ist. Daher nennt man injektive Darstellungen ebenfalls treu. Das Vorliegen einer treuen Darstellung von {\displaystyle L} auf {\displaystyle V} bedeutet demnach, dass {\displaystyle L} isomorph zu einer Unter-Lie-Algebra von {\displaystyle {\mathfrak {gl}}(V)} und damit zu einer linearen Lie-Algebra ist.

### Irreduzible Darstellungen
Bei der Untersuchung von Darstellungen einer Lie-Algebra versucht man, diese in einfachere Darstellungen zu zerlegen. Daher wird man sich für solche Darstellungen interessieren, die keine invarianten Teilräume haben, denn diese können als kleinste Bausteine einer solchen Zerlegung angesehen werden. Man nennt eine mindestens eindimensionale Darstellung {\displaystyle L\rightarrow {\mathfrak {gl}}(V)} irreduzibel, wenn sie keine nicht-trivialen, invarianten Teilräume besitzt. Der Nullvektorraum, der nur die Nulldarstellung zulässt, ist damit explizit als Darstellungsraum einer irreduziblen Darstellung ausgenommen.
Die Klassifikation sämtlicher irreduzibler Darstellungen einer Lie-Algebra bis auf Äquivalenz ist ein wichtiges Ziel in der Darstellungstheorie.

### Vollständig reduzible Darstellungen
Eine Darstellung heißt vollständig reduzibel, wenn sie äquivalent zu einer direkten Summe irreduzibler Darstellungen ist. So sind nach einem Satz von Weyl alle endlichdimensionalen Darstellungen einer halbeinfachen Lie-Algebra vollständig reduzibel. Mit Kenntnis aller irreduziblen Darstellungen einer halbeinfachen Lie-Algebra kennt man dann bis auf Äquivalenz alle endlichdimensionalen Darstellungen.